# Sacha Lima
Sacha Silvestre Lima Castedo (Santa Ana del Yacuma, 17 agosto 1981) è un calciatore boliviano, centrocampista del The Strongest.

## Caratteristiche tecniche
Gioca come centrocampista offensivo.

## Carriera

### Club
Lima esordì nella prima divisione boliviana a 19 anni con la maglia del Wilstermann di Cochabamba, nel corso della stagione 2001. Alla sua prima esperienza nel calcio professionistico vinse il campionato nazionale, totalizzando 24 presenze. Con la formazione rosso-blu giocò altre quattro annate, raggiungendo quota 99 partite in massima serie. Nel 2005 disputò una stagione con il Real Potosí. Fece poi ritorno al Wilstermann: in due campionati superò le 70 partite, stabilendosi come titolare nel club e ottenendo il titolo nel Segundo Torneo 2006. Nel 2008 fu acquistato dal The Strongest, e vi giocò 27 gare. Si trasferì poi a Sucre, firmando per l'Universitario: lì ebbe anche l'occasione di vestire la fascia di capitano. Nel 2011 si accasò nuovamente al The Strongest di La Paz.

### Nazionale
Con la selezione Under-20 ha disputato il Campionato sudamericano 2001, disputando quattro incontri. Debuttò in Nazionale maggiore nel 2006; nel 2007 venne incluso nella lista per la Copa América. Esordì nel torneo il 30 giugno contro l'Uruguay, subentrando a Ronald García al 29º minuto e ricevendo un'ammonizione al 76º. Nello stesso anno prese parte alle qualificazioni al campionato del mondo 2010, venendo schierato contro Uruguay e Venezuela.

## Palmarès

### Club

#### Competizioni nazionali
- Campionato boliviano: 2

Wilstermann: 2000, Segundo Torneo 2006